# Zweintscherbach
Der Zweintscherbach, ist ein gut 0,7 Kilometer langer Bach im Gebiet der Marktgemeinde Semriach im Bezirk Graz-Umgebung in der Steiermark. Er entspringt im östlichen Grazer Bergland am südlichen Hang des Windhofkogels und mündet dann von rechts kommend in den Rötschbach.

## Verlauf
Der Zweintscherbach entsteht in einem Waldgebiet am südlichen Hang des Windhofkogels auf etwa 892 m ü. A. südöstlich der Streusiedlung Oberer Windhof.
Der Bach fließt anfangs durch ein Waldgebiet für etwa 350 Meter nach Südsüdosten, ehe er eine Straße erreicht und einen von links kommenden unbenannten Wasserlauf aufnimmt. Nach der Mündung des Wasserlaufs unterquert der Zweintscherbach die Straße und fließt ab da in einem relativ geraden Kurs nach Südsüdwest. Auf diesen Kurs bleibt der Bach auch bis zu seiner Mündung. Er fließt dabei durch einen Graben der im Westen und Osten von einer Anhöhe gebildet wird.
Der Zweintscherbach mündet nach gut 0,7 Kilometer langem Lauf mit einem mittleren Sohlgefälle von rund 17 % etwa 133 Höhenmeter unterhalb seines Ursprungs direkt nördlich einer Straße, etwa 350 Meter nördlich der Streusiedlung Oberrötschbach in den als Oberer Rötschbach bezeichneten Oberlauf des Rötschbaches.
Auf seinem Lauf nimmt der Zweintscherbach einen kleinen und unbenannten Wasserlauf auf.